# カーター記念球場
カーター記念球場（カーターきねんきゅうじょう）は、広島県三次市甲奴町にある野球場である。名は第39代アメリカ合衆国大統領ジミー・カーターにちなむ。

## 沿革
1992年3月31日に落成。甲奴町（旧甲奴郡甲奴町）とカーターの間には1980年代から交流が生じており（後述）、球場には「カーター記念球場」と命名された。
1994年7月3日には球場の隣接地にジミー・カーター・シビックセンターが落成し、記念行事にカーターがロザリン夫人とともに来町した。
なお、球場の施設自体には球場名が明記されていないが、アクセス道路の案内には日本語と英語で表記されている。

## 施設概要
- グラウンド面積：14,000m2
- 両翼：91m 中堅：120m
- 収容人員：1,000人（内外野：各500人）
- 照明：照明塔6基
- スコアボード：あり

## 甲奴町とカーターの交流
甲奴町とカーターの交流は、甲奴町小童（ひち）にある正願寺（曹洞宗）の梵鐘が縁となっている。
この梵鐘は1820年（文政3年）に鋳造されたものであるが、第二次世界大戦中の1942年、金属類回収令によって砲弾材料として呉海軍工廠に供出された。しかし、兵器製造のために鋳潰されず終戦を迎えることになった。経緯は不明であるが、あるイギリス人男性（この人物には日本への渡航経験はない）がこの梵鐘を入手した。梵鐘を相続した子息はアメリカ合衆国に移住したが、1985年にこの梵鐘を手放すこととなり、ジョージア州アトランタの日本人会が購入。アトランタにカーター大統領図書館 (Jimmy Carter Library and Museum) とカーターセンター (Carter Center) が建設されるのを祝い、1985年7月24日の日本庭園の起工式に合わせてカーターに寄贈された。梵鐘に刻まれていた文字から、この梵鐘がもともと正願寺のものであることが判明、日本ジョージア協会の関係者が正願寺の住職や檀家代表らと面談して意向を聴取したところ、正願寺側も「両国親善の一助」としてカーターセンターでの保存を同意した。
1989年、この梵鐘はカーターセンターの玄関に「平和のシンボル・広島の鐘」として展示されることとなった。甲奴町長がカーターに書簡を送り来日時の来町を希望、1990年10月21日にはカーターが甲奴町に来訪した。この際、カーターは正願寺の「二代目」の梵鐘を衝き、またメッセージを記した記念碑の除幕を行っている。
以後、甲奴町とカーターおよびジョージア州の市民との交流が行われることとなった。1995年にはカーターの出身地であるサムター郡の郡庁所在地アメリカス市 (Americus, Georgia) と甲奴町が姉妹都市協定を結んだ。2001年には、日本では栽培されていなかったランナー種のラッカセイ（ピーナッツ）の種が贈られ、「カーターピーナッツ」という名で特産品としている。
2004年に市町村合併によって甲奴町は廃止され、新たな三次市が発足するが、姉妹都市協定は三次市に引き継がれた。